# Ляпидевский, Анатолий Васильевич
Анато́лий Васи́льевич Ляпиде́вский (10 [23] марта 1908, Белая Глина, Ставропольская губерния — 29 апреля 1983, Москва) — советский лётчик, участник операции по спасению экспедиции парохода «Челюскин» в 1934 году, первый Герой Советского Союза (20.04.1934). Генерал-майор авиации (1946).

## Биография
Родился 10 (23) марта 1908 года в селе Белая Глина Ставропольской губернии (ныне Краснодарский край) в семье Лидии Кузьминичны (урожд. Рогулиной) и Василия Ивановича Ляпидевского, сельского учителя, который в 1914 году, чтобы не идти в армию, стал псаломщиком, а затем дьяконом в церкви, а с 1929 года снова стал учительствовать. Семья Ляпидевских — из династии священнослужителей Тульской губернии. Мать — «казачка станицы Новопокровской Кубанской области…». Детство провёл в станице Старощербиновской и городе Ейске Кубанской области (ныне Краснодарского края). Работал подручным в кузнице, учеником слесаря, мотористом косилки, помощником шофёра на маслобойном заводе. Семья была многодетная — трое братьев и четверо сестер.
В Красной Армии с 1926 года. В 1927 году окончил Ленинградскую военно-теоретическую школу ВВС, в 1928 году — Севастопольскую школу морских лётчиков. Служил в строевой части ВВС Краснознамённого Балтийского флота, затем — лётчиком-инструктором в Ейской школе морских лётчиков. С 1933 года — в запасе. Работал пилотом в Дальневосточном управлении Гражданского Воздушного флота (ГВФ).
В 1934 году принимал участие в спасении челюскинцев. Совершил 29 поисковых полётов в пургу и в ненастье, прежде чем 5 марта 1934 года, обнаружив их лагерь, совершил посадку на льдину и вывез оттуда 12 человек — 10 женщин и двоих детей.
За мужество и героизм, проявленные при спасении челюскинцев, Ляпидевскому 20 апреля 1934 года присвоено звание Героя Советского Союза с вручением ордена Ленина (№ 515). 4 ноября 1939 года, при вручении медалей «Золотая Звезда», ему была вручена медаль № 1.
С 1935 года вновь в рядах армии. В 1939 году окончил инженерный факультет Военно-воздушной академии имени Н. Е. Жуковского. С 1939 года — заместитель начальника Главной инспекции Народного комиссариата авиационной промышленности, директор авиационного завода № 156 (г. Москва, с октября 1941 года — г. Омск).
Участник Великой Отечественной войны: с мая по сентябрь 1942 года — начальник 4 отдела НИИ ВВС, с сентября 1942 по сентябрь 1943 — заместитель командующего ВВС 19-й армии, начальник полевого ремонта 7-й воздушной армии (Карельский фронт).
С 1943 года — вновь директор авиационного завода.
После окончания войны работал главным контролёром Госконтроля СССР, заместителем министра авиационной промышленности.
С 1949 по 1954 гг. — директор завода № 25 МАП. В мае 1954 г. завод передан в Министерство среднего машиностроения.
С 1954 по 1961 гг. — первый заместитель начальника КБ-25 и директор опытного завода № 25 МСМ (ныне Всероссийский НИИ автоматики им. Н. Л. Духова).
В 1962—1983 гг. работал ведущим конструктором, заместителем главного инженера ОКБ А. И. Микояна.
С 1961 года генерал-майор авиации А. В. Ляпидевский — в запасе.
Умер 29 апреля 1983 года, простудившись на похоронах В. С. Молокова. Похоронен в Москве, на Новодевичьем кладбище.

## Семья
Жена — Ирина Александровна Ляпидевская (1916—2007). Похоронена на Новодевичьем кладбище.
Сын — Роберт Анатольевич Ляпидевский (род. 1937), актер.
Дочь — Александра Анатольевна Ляпидевская (1932—2019) — режиссёр, жена актёра Анатолия Кузнецова.

## Награды
- Медаль «Золотая Звезда» № 1
- 3 ордена Ленина № 515, № 253 642, № 259 557
- Орден Октябрьской Революции
- Орден Красного Знамени № 256 655
- Орден Отечественной войны 1-й степени
- Орден Отечественной войны 2-й степени
- Орден Трудового Красного Знамени № 347 628
- 3 ордена Красной Звезды № 253 642, № 259 557, № 925 115
- Орден «Знак Почёта»
- Медали

## Легенда
Бытовала легенда, согласно которой Иосиф Сталин во время одного из приёмов предложил Ляпидевскому выпить вина. При этом протянул лётчику бокал, а сам выпил из горлышка. После этого вождь посоветовал не стесняться своего происхождения, так как сам закончил духовную семинарию.

## Память
- Покаржевский, Петр Дмитриевич написал его полноростовой портрет маслом (1939, ГМЗ Абрамцево)[8]
- В 1935 году выпущена почтовая марка СССР, посвящённая подвигу Ляпидевского.
- Именем Ляпидевского названы улицы во многих городах России.
- Памятник А. В. Ляпидевскому установлен в 1990 году в парке 30-летия ВЛКСМ села Белая Глина (теперь этот парк называется «Парк имени Первого Героя Советского Союза А. В. Ляпидевского»).
- На здании школы, где учился А. В. Ляпидевский установлена мемориальная доска, а во дворе школы установлен памятник.
- Именем А. В. Ляпидевского назван Омский лётно-технический колледж гражданской авиации.
- Именем А. В. Ляпидевского названа средняя школа № 1 станицы Старощербиновской Краснодарского края. Во дворе школы установлен бюст легендарного лётчика.
- Именем А. В. Ляпидевского названа средняя школа № 2 города Ейска, выпускником которой он являлся.
- Именем А. В. Ляпидевского назван Чебоксарский авиационно-спортивный клуб ДОСААФ.
- Именем А. В. Ляпидевского названа средняя школа № 12 села Белая Глина (на момент его рождения это был дом его родителей).
- Именем Анатолия Ляпидевского назван пароход.
- Именем Анатолия Ляпидевского назван самолёт ИЛ-76 МЧС России.
- На доме, где жил А.Ляпидевский — Никитский бульвар, 9 — в 1984 году установлена мемориальная доска (скульптор Г. Д. Распопов, архитектор Ю. Е. Гальперин).
- Мемориальная доска во Всероссийском НИИ автоматики им. Н. Л. Духова работы скульптора Александра Ноздрина (2017).
- 3 мая 1996 года в честь А. В. Ляпидевского назван астероид (4728) Ляпидевский, открытый в 1979 году советским астрономом Н. С. Черных.
- В 2020 году именем Ляпидевского была названа школа № 39 в станице Юго-Северная Тихорецкого района Краснодарского края.

Почтовые конверты и марки
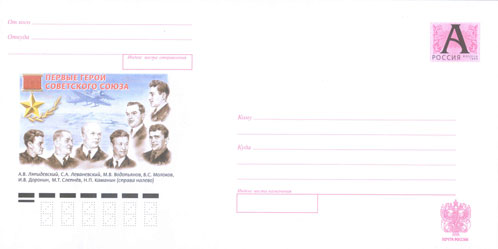
Почтовый конверт России: Первые Герои Советского Союза: А. В. Ляпидевский, С. А. Леваневский, М. В. Водопьянов, В. С. Молоков, И. В. Доронин, М. Т. Слепнёв, Н. П. Каманин
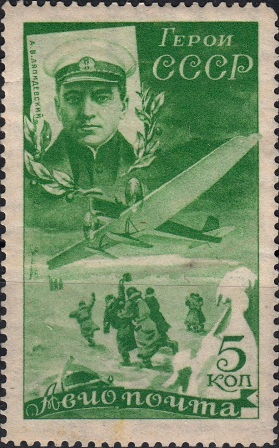
Почтовая марка СССР 1935 года с портретом А. В. Ляпидевского
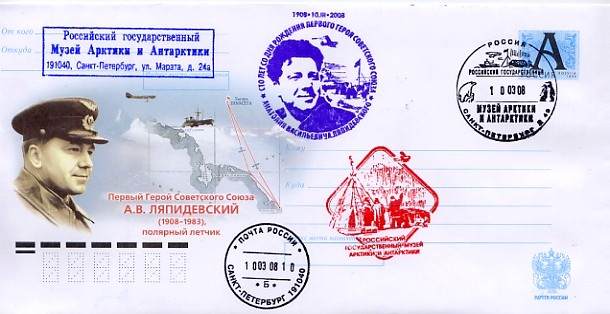
Почтовый конверт России 2008 года со спецгашением к столетию со дня рождения А. В. Ляпидевского

### В кино
- Геннадий Черняев («Челюскинцы», 1984).
- Александр Кузнецов («Звезда эпохи», 2005).